# Lapulapu
Lapulapu eller Lapu-Lapu, född 1491, död 1542, var en filippinsk stamhövding som räknas som Filippinernas förste frihetskämpe. Under en strid mot Ferdinand Magellan och spanjorerna på ön Mactan den 27 april 1521 dödade Lapulapu och hans krigare Magellan. Lapu-Lapu City, en förort till Cebu City, ligger idag där striden ägde rum. Idag finns ett monument på platsen, med en staty av Lapulapu.